# 南蘭
南蘭（挪威語：Søndre Land）是挪威的一個市镇，位於内陆郡，行政中心为霍夫村。市镇面积为728平方公里，人口数量为6,042人（2004年），人口密度为每平方公里9人。